# Kartel (economie)
Een economisch kartel (uit het Duitse Kartell, oorspronkelijke betekenis: 'briefje ter uitdaging tot een duel') is een overeenkomst tussen bedrijven die bedoeld is om de onderlinge concurrentie te verminderen.
Kartelvorming is meestal niet gewenst, daar zij het concurrentieprincipe tegenwerkt. Daarom zijn er in veel landen anti-kartelorganisaties opgezet. In Nederland is de Autoriteit Consument en Markt (voorheen de Nederlandse Mededingingsautoriteit) de waakhond tegen kartelvorming; in België is dit de Belgische Mededingingsautoriteit. Op het niveau van de Europese Unie is de handhaving van het mededingingsbeleid opgedragen aan de Europese Commissie. Binnen de Commissie bestaat een speciaal hierop toegelegd directoraat-generaal Concurrentie, onder de politieke leiding van de commissaris voor Mededinging.
- Een calculatiekartel is een afspraak tussen bedrijven over hoe de kostprijs van een product wordt berekend.
- Een prijskartel is een afspraak tussen bedrijven om producten niet lager dan een bepaalde prijs te verkopen. Een voorbeeld is het bouwkartel dat onderling de prijzen voor een werk afsprak. (Zie bouwfraude; zie Ad Bos.)
- Een hoeveelheidskartel of productiekartel is een afspraak tussen bedrijven over de hoeveelheid product die iedere deelnemer produceert. Een voorbeeld is de OPEC.
- Een rayonkartel is een afspraak waarbij aanbieders de afzetmarkt geografisch verdelen.
- Een researchkartel is een afspraak tussen bedrijven om onderzoek naar nieuwe technieken of het ontwikkelen van een nieuw product gezamenlijk uit te voeren. Dit komt veel voor in Japan, en wordt daar gestimuleerd door het MITI.

Het vormen van een economisch kartel was al verboden in de Europese Unie, en is in Nederland verboden sinds de nieuwe Mededingingswet, die op 1 januari 1998 van kracht werd.

## Voorbeelden van kartels

### OPEC
OPEC, een van de meest bekende kartels, is gevormd door olie-exporterende landen, met het expliciete doel de olieprijs te beheersen. Dit kartel is echter niet illegaal daar het een internationale overeenkomst betreft die staten hebben gesloten op grond van hun soevereiniteit.

## Misdaad
In criminele kringen spreekt men van een drugskartel indien het bedoelde misdaadsyndicaat zich bezighoudt met de productie, distributie en handel in narcotica.